# Adieu les beaux jours
Pour plus de détails, voir Fiche technique et Distribution.
Adieu les beaux jours est un film franco allemand réalisé par André Beucler et Johannes Meyer et sorti en 1933.

## Synopsis
Après avoir voulu abuser de la confiance d'un jeune ingénieur, une belle voleuse s'en éprend et veut rompre avec son existence passée. Malheureusement la maladresse de ses anciens complices la livre à la police et son jeune amant regagne Paris mélancoliquement.

## Fiche technique
- Année : 1933
- Réalisateur : André Beucler et Johannes Meyer (pour la version allemande)
- Scénario : Peter Francke et Walter Wassermann
- Adaptation : André Beucler, Peter Francke, Walter Wassermann et Gerd Karlick d'après la pièce de théâtre de Robert A. Stemmle et Hans Székely
- Production : Ufa
- Directeur de la production : Max Pfeiffer
- Dialogues : André Beucler
- Prises de vues : Friedl Behn-Grund
- Musique : Hans-Otto Borgmann et Ernst-Erich Buder
- Ingénieur du son : Carl-Heinz Becker
- Décors : Erich Kettelhut, Max Mellin
- Tournage en Allemagne
- Format : 35 mm, noir et blanc
- Langue : français
- Genre : comédie
- Durée : 96 minutes
- Dates de sortie :
  - Première présentation le 5 octobre 1933 (ou 4 novembre 1933 : source Musée Jean Gabin à Mériel)
  - France : 3 novembre 1933
  - Belgique : 10 novembre 1933
  - États-Unis : 22 avril 1934
- Version allemande : Die Schönen Tage von Aranjuez de Johannes Meyer, avec Brigitte Helm, Gustaf Gründgens, Max Gülstorff, Wolfgang Liebeneiner, Jacob Tiedke, Kurt Vespermann
- Affiche : René Péron (France)

## Distribution
- Jean Gabin : Pierre Lavernay, le jeune ingénieur
- Brigitte Helm : Olga, la belle aventurière
- Mireille Balin : Une jeune fille
- Ginette Leclerc : Marietta
- Henri Bosc : Alexandre
- Julien Carette (Carette) : Fred
- Lucien Dayle : Le bijoutier Derzan
- Henri Vilbert : Le professeur Ronnay
- André Nicolle : Le commissaire Marlé
- Paul Fromet : Le père Gaston
- Thomy Bourdelle : Le commissaire Domprel
- Maurice Rémy : Un carabinier
- Bill-Bocketts